# Tony Finau
Milton Pouha Finau (Salt Lake City, 14 settembre 1989) è un golfista statunitense.

## Biografia
Finau è nato a Salt Lake City nel 1989 e nel 2006 vinse lo Utah State Amateur Championship.

### Vita privata
È sposato con Alayna Finau, la coppia ha cinque figli.
È apparso nel documentario sportivo Full Swing, uscito sulla piattaforma di streaming Netflix il 15 febbraio 2023.

## Carriera
Il 24 luglio 2022 ha vinto il terzo torneo nel circuito del PGA tour, il 3M Open, con 267 colpi di cui 17 sotto il par; la settimana successiva bissa la vittoria conquistando il Rocket Mortgage Classic con 26 colpi sotto il par e battendo avversari del calibro di Patrick Cantlay.
Nel novembre dello stesso anno ha vinto il Cadence Bank Houston Open, terzo torneo aggiudicatosi durante la stagione in corso.
Il 30 aprile 2023 ha sconfitto lo spagnolo Jon Rahm vincendo con tre colpi in meno il Mexico Open.

## Vittorie professionali (9)

### PGA Tour vittorie (6)
| Legenda                       |
| Tornei FedEx (1)              |
| Altri tornei del PGA Tour (5) |

| Nr. | Data             | Torneo                  | Punteggio       | Al par | Margine   | Secondo classificato |
| --- | ---------------- | ----------------------- | --------------- | ------ | --------- | -------------------- |
| 1   | 27 marzo 2016    | Puerto Rico Open        | 69-70-67-70=276 | −12    | Spareggio | Steve Marino         |
| 2   | 23 agosto 2021   | The Northern Trust      | 67-64-68-65=264 | −20    | Spareggio | Cameron Smith        |
| 3   | 24 luglio 2022   | 3M Open                 | 67-68-65-67=267 | -17    | 3 colpi   | Emiliano Grillo      |
| 4   | 31 luglio 2022   | Rocket Mortgage Classic | 64-66-65-67=262 | −26    | 5 colpi   | Patrick Cantlay      |
| 5   | 13 novembre 2022 | Houston Open            | 65-62-68-69=264 | −16    | 4 colpi   | Tyson Alexander      |
| 7   | 30 aprile 2023   | Mexico Open             | 65-64-65-66=260 | −24    | 3 colpi   | Jon Rahm             |

Record negli spareggi (playoff) del PGA Tour (2-3)
| Nr. | Data | Torneo                        | Punteggio         | Al par    |
| --- | ---- | ----------------------------- | ----------------- | --------- |
| 1   | 2016 | Puerto Rico Open              | Steve Marino      | Vittoria  |
| 2   | 2018 | WGC-HSBC Champions            | Xander Schauffele | Sconfitta |
| 3   | 2020 | Waste Management Phoenix Open | Webb Simpson      | Sconfitta |
| 4   | 2021 | Genesis Invitational          | Max Homa          | Sconfitta |
| 5   | 2021 | The Northern Trust            | Cameron Smith     | Vittoria  |

### Web.com Tour wins (1)
| Nr. | Data        | Torneo            | Punteggio       | Al par | Margine   | Secondo classificato                     |
| --- | ----------- | ----------------- | --------------- | ------ | --------- | ---------------------------------------- |
| 1   | Aug 3, 2014 | Stonebrae Classic | 67-62-63-66=267 | −22    | 3 strokes | Daniel Berger, Fabián Gómez, Zack Sucher |

### National Pro Tour wins (2)
| Nr. | Data           | Torneo               | Punteggio       | Al par | Margine   | Secondo classificato |
| --- | -------------- | -------------------- | --------------- | ------ | --------- | -------------------- |
| 1   | 13 aprile 2012 | Hall of Fame Classic | 66-67-71-65=269 | −19    | 3 strokes | Michael Welch        |
| 2   | 20 aprile 2012 | Atlantic Open        | 70-67-69-69=275 | −13    | 4 strokes | Scott Harrington     |